# Bi-Polar Freestyle
Bi-Polar Freestyle (stilizzato BI-POLAR FREESTYLE) è un singolo del rapper statunitense Itsoktocry, pubblicato il 27 luglio 2018 dalla Cleopatra Records e Dimension Gate Music come primo estratto dall'EP Charm School Reject : Side A e dall'album in studio Poshboy.
Il 3 aprile 2019, il brano ha ricevuto un videoclip pubblicato su Youtube.

## Musica e testi
Secondo Itsoktocry: "Ho fatto il freestyle dell'intera canzone in pochi minuti, ma sostanzialmente sto solo cercando di trasmettere un messaggio. La salute mentale, inclusi l'ansia, la depressione e il disturbo bipolare, è stata in qualche modo resa popolare dalla musica e dalla cultura pop, ei bambini pensano che sia bello avere quelle cose e fanno finta di avere quelle afflizioni. Quando in realtà gli afflitti, incluso me stesso, vengono tormentati ogni giorno. Ecco perché dico cose come "Non so perché diavolo vuoi essere come me, la mia vita è stata miserabile, non so perché ti piaccio" nella canzone. Sono solo io a pensare alla questione. Ero nei miei sentimenti quando l'ho fatta".

## Tracce
1. Bi-Polar Freestyle – 2:04 (testo: Larry – musica: Kudzu)